# Let You Love Me
Let You Love Me ist ein Lied der britischen Popsängerin Rita Ora aus dem Jahr 2018. Der Popsong entstand in London für das zweite Studioalbum Phoenix.

## Hintergrund
Das Lied behandelt die Sehnsucht, jemanden in sich verliebt zu machen, was aber letztlich nur zur Selbstzerstörung führt.
Am 21. September 2018 erschien der Song als vierte Singleauskopplung ihres November 2018 erscheinenden Albums, begleitet von einem Musikvideo (Regie: Malia James). Darin sieht man die Sängerin bei einem Flirt auf einer Hausparty, bis sie schließlich von ihrer Freundin weggezogen wird und sich beide grinsend verabschieden.

## Liveauftritte
Ora sang das Lied live zum ersten Mal auf dem Gibraltar Festival und kurze Zeit später in der Jonathan Ross Show. Am 26. Oktober präsentierte Ora, als Post Malone verkleidet, den Hit beim Kiss-FM-Festival. Weitere Live-Performances waren bei Jimmy Kimmel, Victoria’s Secret Fashion Show, Aria Awards 2018, Michael McIntyre’s Big Show sowie auf ihrer Welttournee The Phoenix Tour.

## Kommerzieller Erfolg

### Chartplatzierungen
Let You Love Me erreichte in vielen Ländern die Top 10 der Charts. Im Vereinigten Königreich hielt sich der Titel mehrere Wochen in den Top 10 und erreichte mit Platz 4 seine beste Platzierung. Mit dieser Single brach Rita Ora den Rekord als einzige weibliche Künstlerin mit 13 Top-10-Singles in Großbritannien.
| ChartsChartplatzierungen     | Höchstplatzierung | Wochen |
| ---------------------------- | ----------------- | ------ |
| Deutschland (GfK)            | 12 (25 Wo.)       | 25     |
| Österreich (Ö3)              | 16 (22 Wo.)       | 22     |
| Schweiz (IFPI)               | 11 (28 Wo.)       | 28     |
| Vereinigtes Königreich (OCC) | 4 (27 Wo.)        | 27     |

### Auszeichnungen für Musikverkäufe
Die Single erhielt im Vereinigten Königreich eine Doppelplatin-Auszeichnung für 1,2 Millionen Verkäufe. In den Vereinigten Staaten konnte Let You Love Me nicht die Charts erreichen, wurde jedoch im Jahr 2019 mit einer Goldenen Schallplatte ausgezeichnet.
| Land/Region                  | Auszeichnungen für Musikverkäufe (Land/Region, Auszeichnung, Verkäufe) | Verkäufe  |
| ---------------------------- | ---------------------------------------------------------------------- | --------- |
| Australien (ARIA)            | 4× Platin                                                              | 280.000   |
| Belgien (BRMA)               | Gold                                                                   | 20.000    |
| Brasilien (PMB)              | 2× Platin                                                              | 80.000    |
| Dänemark (IFPI)              | Platin                                                                 | 90.000    |
| Deutschland (BVMI)           | Gold                                                                   | 200.000   |
| Frankreich (SNEP)            | Gold                                                                   | 100.000   |
| Italien (FIMI)               | Gold                                                                   | 25.000    |
| Neuseeland (RMNZ)            | 2× Platin                                                              | 60.000    |
| Niederlande (NVPI)           | Platin                                                                 | 80.000    |
| Norwegen (IFPI)              | Platin                                                                 | 60.000    |
| Österreich (IFPI)            | Gold                                                                   | 15.000    |
| Polen (ZPAV)                 | Diamant                                                                | 250.000   |
| Portugal (AFP)               | Platin                                                                 | 10.000    |
| Schweiz (IFPI)               | Gold                                                                   | 10.000    |
| Spanien (Promusicae)         | Gold                                                                   | 30.000    |
| Vereinigte Staaten (RIAA)    | Gold                                                                   | 500.000   |
| Vereinigtes Königreich (BPI) | 2× Platin                                                              | 1.200.000 |
| Insgesamt                    | 8× Gold · 14× Platin · 1× Diamant ·                                    | 3.010.000 |

Hauptartikel: Rita Ora/Auszeichnungen für Musikverkäufe